# Rivière Ouareau
Der Rivière Ouareau ist ein ca. 96 km langer rechter Nebenfluss des Rivière L’Assomption in der Verwaltungsregion Lanaudière der kanadischen Provinz Québec.

## Flusslauf
Der Rivière Ouareau bildet den Abfluss des Lac Ouareau in den Laurentinischen Bergen etwa 100 km nördlich von Montréal. Der Fluss fließt in überwiegend südöstlicher Richtung durch den Parc Régional de la Forêt Ouareau. Bei der Kleinstadt Rawdon liegen die Stromschnellen Chutes Dorwin (⊙) am Flusslauf. Der Fluss überwindet dort einen Höhenunterschied von 23 m. Am Unterlauf passiert der Rivière Ouareau die beiden Orte Saint-Liguori und Crabtree, bevor er sich 10 km südlich von Joliette mit dem von Osten kommenden Rivière L’Assomption vereinigt. Der Rivière Oureau entwässert ein Areal von 1681 km². 
Algonquin Power Fund betreibt bei Rawdon ein Laufwasserkraftwerk mit einer Kapazität von 2,4 MW. 